# 德國聯邦司法及消費者保護部
聯邦司法部（德語：Bundesministerium der Justiz，簡稱為BMJ）是德國的聯邦部會之一。
在德國聯邦制度之下，各聯邦州須負起司法行政與處罰應用的責任。聯邦司法及消費者保護部致力於制定或修改與憲法有關的核心區域法律，也分析各部會所提出的法律是否合法以及違憲。
德國联邦最高法院、德國專利及商標局（德語：Deutsches Patent- und Markenamt，簡稱DPMA），和專利法院都在司法部的管轄範圍。
聯邦司法部前身是1877年1月1日成立的帝國司法局（Reichsjustizamt）。在1919年德國成為共和國後，司法局提升到聯邦層級，改為帝國司法部（Reichsministerium der Justiz）。1949年再次改名為聯邦司法部，後改名為聯邦司法及消費者保護部，及至2021年消費者保護部份撥歸德國聯邦環境、自然保育、核安全及消費者保護部後復名為聯邦司法部。2025年，隨消費者保護部份回歸司法部，部門復名聯邦司法及消費者保護部。

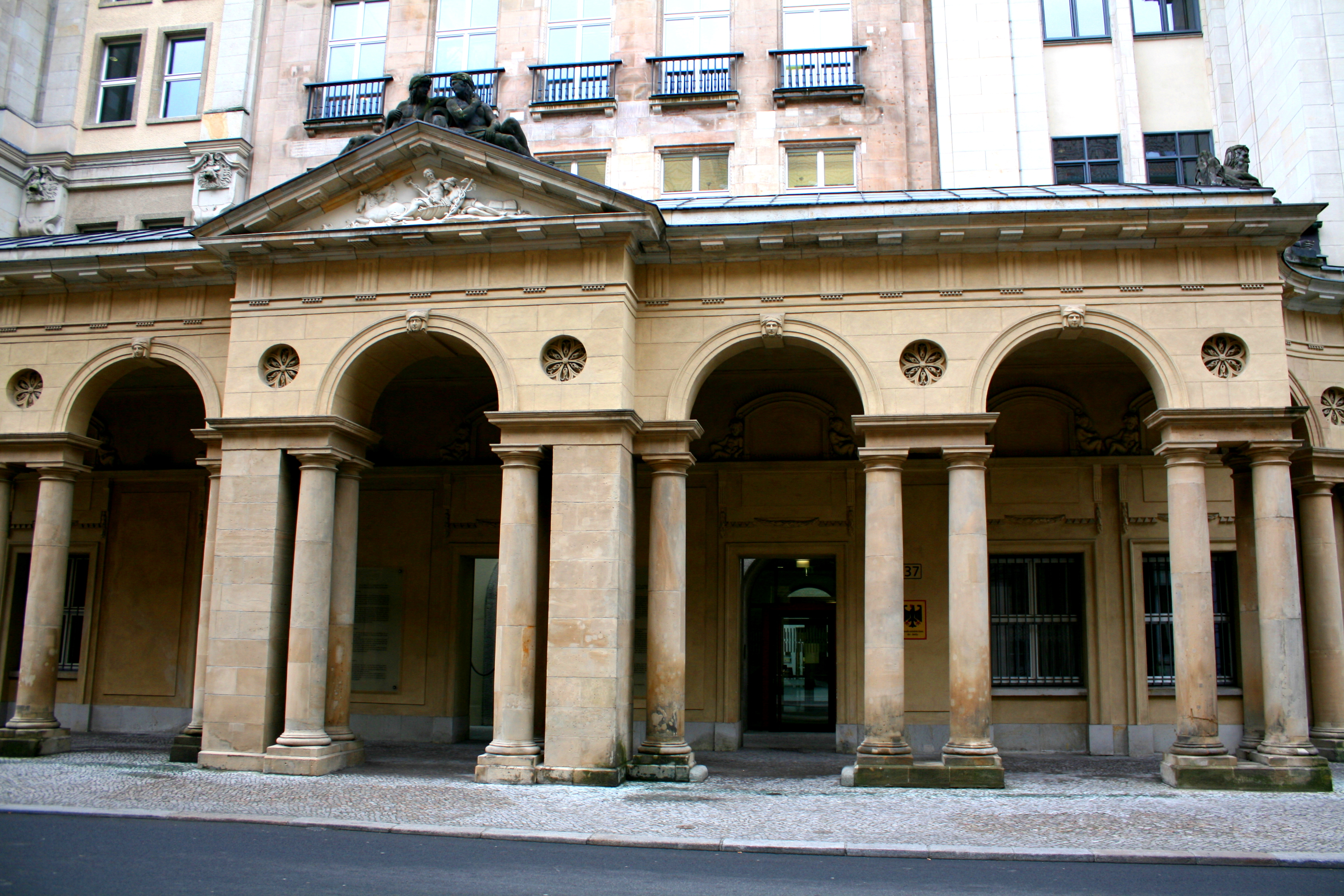
聯邦司法部

## 组织机构
司法部内设机构有：
- 中央司（Justizverwaltung，Z）
- 司法制度司（Rechtspflege，R）
- 民法司（Bürgerliches Recht，Ⅰ）
- 刑法司（Strafrecht，Ⅱ）
- 商法与经济法司（Handels- und Wirtschaftsrecht，Ⅲ）
- 宪法与行政法、欧洲法与国际法司（Verfassungs- und Verwaltungsrecht; Völker- und Europarecht，Ⅳ）

## 外部連結
- 聯邦司法部 （页面存档备份，存于） （德文）